# Chazelet

Chazelet este o comună în departamentul Indre, Franța. În 1 ianuarie 2022 avea o populație de 124 de locuitori.